# 那須稲沢テレビ中継局
那須稲沢テレビ中継局（なすいなざわテレビちゅうけいきょく）は栃木県那須郡那須町に置かれているテレビ放送の中継局である。

## 送信施設概要

### 地上デジタル放送送信設備
| リモコンキーID | 放送局名        | 物理チャンネル | 空中線電力 | ERP  | 放送対象地域 | 放送区域内世帯数 |
| 1              | NHK宇都宮総合   | 37ch           | 10mW       | 45mW | 栃木県       | 33世帯           |
| 2              | NHK東京教育     | 38ch           | 10mW       | 45mW | 全国         | 33世帯           |
| 3              | GYTとちぎテレビ | 43ch           | 10mW       | 44mW | 栃木県       | 33世帯           |
| 4              | NTV日本テレビ   | 48ch           | 10mW       | 44mW | 関東広域圏   | 33世帯           |
| 5              | EXテレビ朝日    | 51ch           | 10mW       | 44mW | 関東広域圏   | 33世帯           |
| 6              | TBSテレビ       | 49ch           | 10mW       | 44mW | 関東広域圏   | 33世帯           |
| 7              | TXテレビ東京    | 52ch           | 10mW       | 44mW | 関東広域圏   | 33世帯           |
| 8              | CXフジテレビ    | 50ch           | 10mW       | 44mW | 関東広域圏   | 33世帯           |

- 所在地： 那須郡那須町稲沢の全薬工業栃木工場北東台地
- 放送区域： 那須町、大田原市の各一部
- 2010年9月24日に予備免許交付、12月10日に本免許交付、12月24日に本放送開始。
- GYTとちぎテレビと在京広域テレビ局は、デジタル新局で開局。

### 地上アナログ放送送信設備
| 放送局名          | チャンネル | 空中線電力          | ERP                  | 放送対象地域 | 放送区域内世帯数 | 偏波面   |
| NHK東京総合テレビ | 41ch       | 映像100mW /音声25mW | 映像510mW /音声130mW | 関東広域圏   | 不明             | 水平偏波 |
| NHK東京教育テレビ | 32ch       | 映像100mW /音声25mW | 映像520mW /音声130mW | 全国         | 不明             | 水平偏波 |

- 所在地： 那須郡那須町稲沢（西山）
- 当中継局には、アナログの民放中継局が置かれていなかったため、矢板中継局を受信していた。
- 2011年7月24日をもってすべて廃止された。